# Megalocryptes bambusicola
Megalocryptes bambusicola är en insektsart som först beskrevs av Green 1930.  Megalocryptes bambusicola ingår i släktet Megalocryptes och familjen skålsköldlöss. Inga underarter finns listade i Catalogue of Life.